# Drémil-Lafage
Drémil-Lafage est une commune française située dans le nord-est du département de la Haute-Garonne, en région Occitanie. Sur le plan historique et culturel, la commune est dans le Pays toulousain, qui s’étend autour de Toulouse le long de la vallée de la Garonne, bordé à l’ouest par les coteaux du Savès, à l’est par ceux du Lauragais et au sud par ceux de la vallée de l’ Ariège et du Volvestre.
Exposée à un climat océanique altéré, elle est drainée par la Seillonne, le ruisseau de Roussel, le ruisseau de Saint-Julia et par divers autres petits cours d'eau.
Drémil-Lafage est une commune rurale qui compte 2 622 habitants en 2022, après avoir connu une forte hausse de la population depuis 1975. Elle fait partie de l'aire d'attraction de Toulouse. Ses habitants sont appelés les Drémilois ou  Drémiloises.

## Géographie

### Localisation
La commune de Drémil-Lafage se trouve dans le département de la Haute-Garonne, en région Occitanie.
Elle se situe à 13 km à vol d'oiseau de Toulouse, préfecture du département
La commune fait en outre partie du bassin de vie de Toulouse.
Les communes les plus proches sont : 
Mons (2,7 km), Gauré (3,1 km), Flourens (3,2 km), Aigrefeuille (3,4 km), Saint-Pierre-de-Lages (3,5 km), Vallesvilles (3,6 km), Lavalette (4,5 km), Lauzerville (5,4 km).
Sur le plan historique et culturel, Drémil-Lafage fait partie du pays toulousain, une ceinture de plaines fertiles entrecoupées de bosquets d'arbres, aux molles collines semées de fermes en briques roses, inéluctablement grignotée par l'urbanisme des banlieues.
Drémil-Lafage est limitrophe de neuf autres communes.
Les communes limitrophes sont  Aigrefeuille, Flourens, Gauré, Lavalette, Mons, Quint-Fonsegrives, Saint-Pierre-de-Lages, Sainte-Foy-d'Aigrefeuille et Vallesvilles.
| Mons, Flourens    | Lavalette                 | Gauré                 |
| Quint-Fonsegrives | Drémil-Lafage             | Vallesvilles          |
| Aigrefeuille      | Sainte-Foy-d'Aigrefeuille | Saint-Pierre-de-Lages |

### Géologie et relief
La superficie de la commune de Drémil-Lafage est de 1 249 hectares. Son altitude varie de 162  à   244 mètres.

### Hydrographie

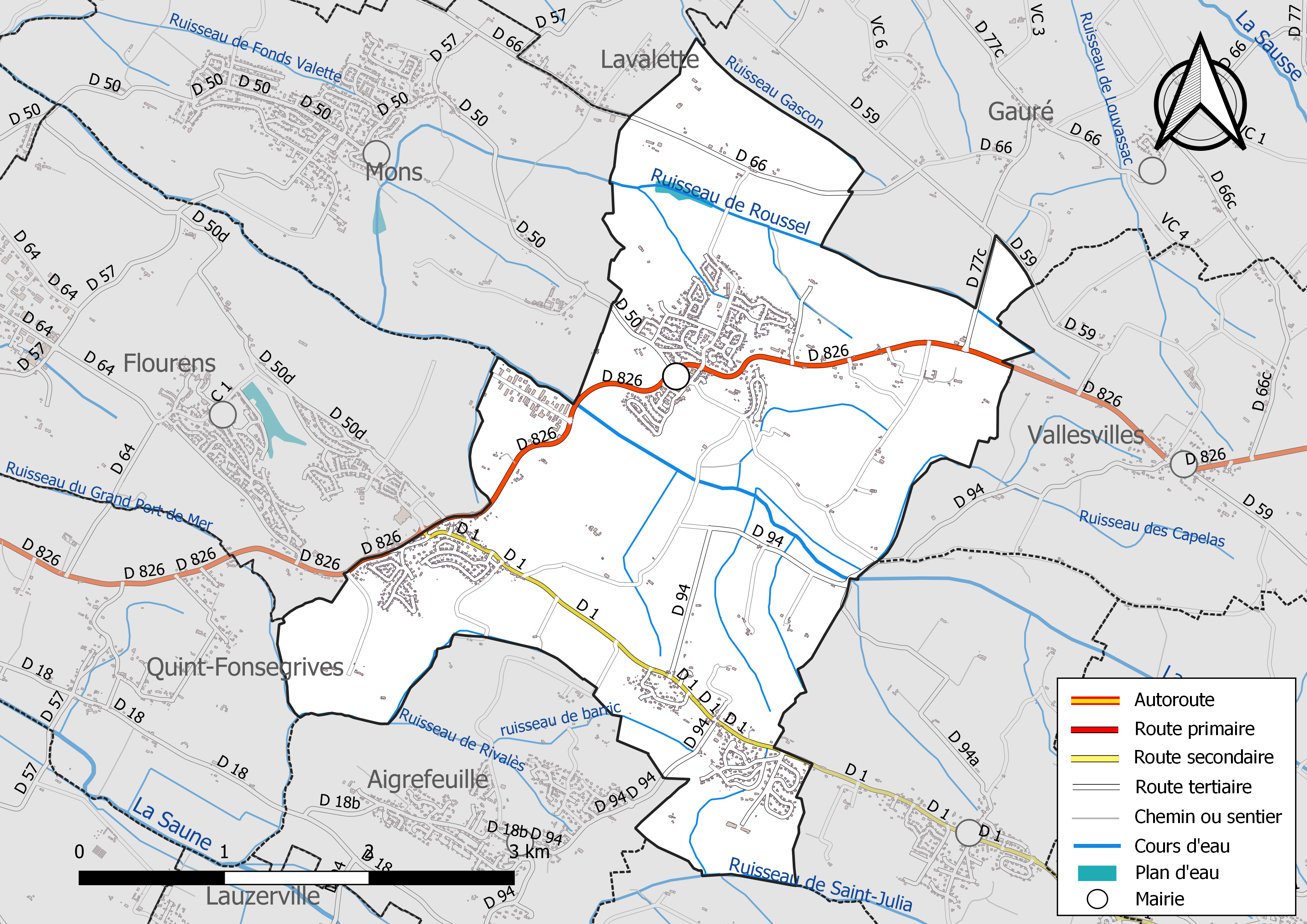
Réseaux hydrographique et routier de Drémil-Lafage.

La commune est dans le bassin de la Garonne, au sein du bassin hydrographique Adour-Garonne. Elle est drainée par la Seillonne, le ruisseau de Roussel, le ruisseau de Saint-Julia, le ruisseau de barric, le ruisseau de Rivalès, le ruisseau des Capelas, le ruisseau Gascon et par divers petits cours d'eau, constituant un réseau hydrographique de 19 km de longueur totale,.
La Seillonne, d'une longueur totale de 24,1 km, prend sa source dans la commune de Caraman et s'écoule du sud-est vers le nord-ouest. Elle traverse la commune et se jette dans la Sausse à L'Union, après avoir traversé 11 communes.

### Climat
Pour des articles plus généraux, voir Climat de l'Occitanie et Climat de la Haute-Garonne.
En 2010, le climat de la commune est de type climat du Bassin du Sud-Ouest, selon une étude s'appuyant sur une série de données couvrant la période 1971-2000. En 2020, Météo-France publie une typologie des climats de la France métropolitaine dans laquelle la commune est exposée à un climat océanique altéré et est dans la région climatique Aquitaine, Gascogne, caractérisée par une pluviométrie abondante au printemps, modérée en automne, un faible ensoleillement au printemps, un été chaud (19,5 °C), des vents faibles, des brouillards fréquents en automne et en hiver et des orages fréquents en été (15 à 20 jours).
Pour la période 1971-2000, la température annuelle moyenne est de 13,1 °C, avec une amplitude thermique annuelle de 15,7 °C. Le cumul annuel moyen de précipitations est de 740 mm, avec 8,9 jours de précipitations en janvier et 5,5 jours en juillet. Pour la période 1991-2020, la température moyenne annuelle observée sur la station météorologique la plus proche, située sur la commune de Ségreville à 16 km à vol d'oiseau, est de 13,4 °C et le cumul annuel moyen de précipitations est de 747,6 mm,. Pour l'avenir, les paramètres climatiques de la commune estimés pour 2050 selon différents scénarios d’émission de gaz à effet de serre sont consultables sur un site dédié publié par Météo-France en novembre 2022.

### Milieux naturels et biodiversité
Aucun espace naturel présentant un intérêt patrimonial n'est recensé sur la commune dans l'inventaire national du patrimoine naturel,,.

## Urbanisme

### Typologie
Au 1er janvier 2024, Drémil-Lafage est catégorisée bourg rural, selon la nouvelle grille communale de densité à sept niveaux définie par l'Insee en 2022.
Elle est située hors unité urbaine. Par ailleurs la commune fait partie de l'aire d'attraction de Toulouse, dont elle est une commune de la couronne,. Cette aire, qui regroupe 527 communes, est catégorisée dans les aires de 700 000 habitants ou plus (hors Paris),.

### Occupation des sols
L'occupation des sols de la commune, telle qu'elle ressort de la base de données européenne d’occupation biophysique des sols Corine Land Cover (CLC), est marquée par l'importance des territoires agricoles (81,1 % en 2018), en diminution par rapport à 1990 (85,3 %). La répartition détaillée en 2018 est la suivante : 
terres arables (70,2 %), zones urbanisées (11,2 %), zones agricoles hétérogènes (10,9 %), forêts (5,4 %), espaces verts artificialisés, non agricoles (2,3 %). L'évolution de l’occupation des sols de la commune et de ses infrastructures peut être observée sur les différentes représentations cartographiques du territoire : la carte de Cassini (XVIIIe siècle), la carte d'état-major (1820-1866) et les cartes ou photos aériennes de l'IGN pour la période actuelle (1950 à aujourd'hui).

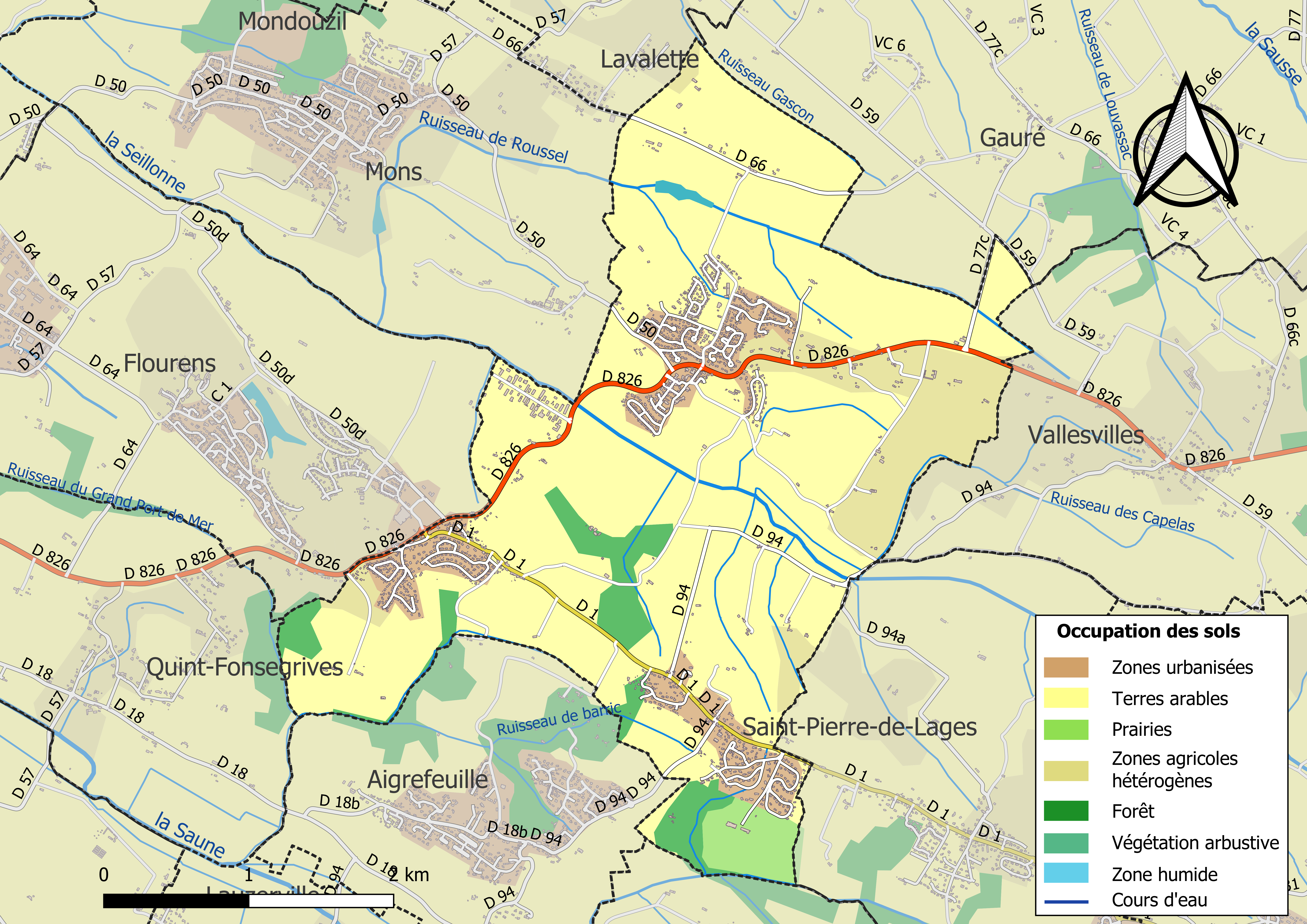
Carte des infrastructures et de l'occupation des sols de la commune en 2018 (CLC).

### Lieux-dits ou hameaux
Montauriol, Lafage, Restes.

### Voies de communication et transports
Plusieurs lignes de bus Tisséo relie la commune au métro toulousain :
- la ligne 102 part de la station de métro Balma - Gramont jusqu'au stade de Drémil en passant par le centre de la commune ;
- la ligne 103 part de la station de métro Balma - Gramont jusqu'à Le Colombier.

La commune est également desservie par la ligne 356 du réseau Arc-en-Ciel et le TAD 106 (en soirée) du réseau Tisséo.
Accès par la route nationale 126 entre Quint-Fonsegrives et Vallesvilles.

### Risques majeurs
Le territoire de la commune de Drémil-Lafage est vulnérable à différents aléas naturels : météorologiques (tempête, orage, neige, grand froid, canicule ou sécheresse), inondations et séisme (sismicité très faible). Un site publié par le BRGM permet d'évaluer simplement et rapidement les risques d'un bien localisé soit par son adresse soit par le numéro de sa parcelle.
Certaines parties du territoire communal sont susceptibles d’être affectées par le risque d’inondation par débordement de cours d'eau, notamment la Seillonne. La commune a été reconnue en état de catastrophe naturelle au titre des dommages causés par les inondations et coulées de boue survenues en 1982, 1991, 1993, 1996, 1999 et 2009,.

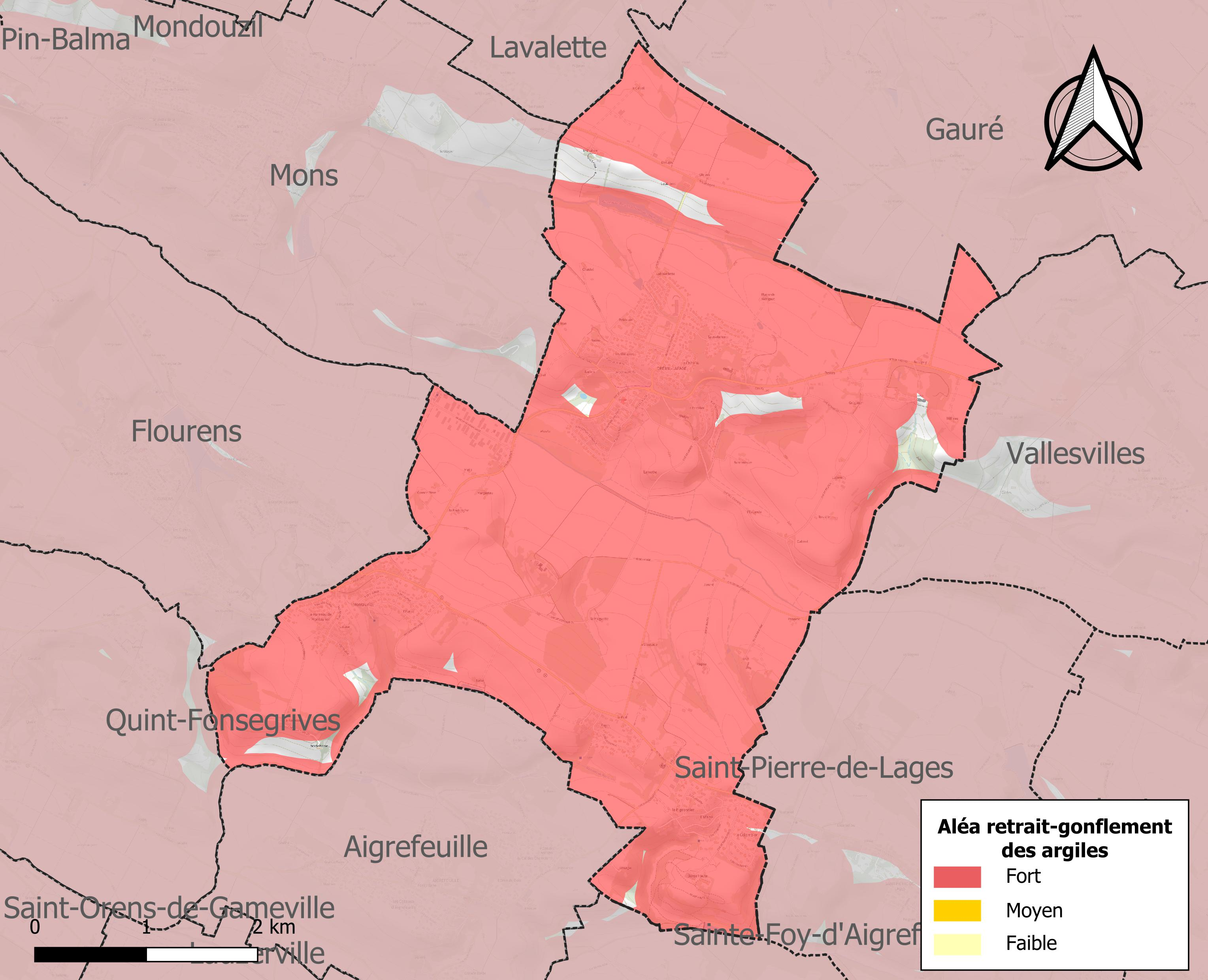
Carte des zones d'aléa retrait-gonflement des sols argileux de Drémil-Lafage.

Le retrait-gonflement des sols argileux est susceptible d'engendrer des dommages importants aux bâtiments en cas d’alternance de périodes de sécheresse et de pluie. 96,2 % de la superficie communale est en aléa moyen ou fort (88,8 % au niveau départemental et 48,5 % au niveau national). Sur les 985 bâtiments dénombrés sur la commune en 2019, 977 sont en aléa moyen ou fort, soit 99 %, à comparer aux 98 % au niveau départemental et 54 % au niveau national. Une cartographie de l'exposition du territoire national au retrait gonflement des sols argileux est disponible sur le site du BRGM,.
Par ailleurs, afin de mieux appréhender le risque d’affaissement de terrain, l'inventaire national des cavités souterraines permet de localiser celles situées sur la commune.
Concernant les mouvements de terrains, la commune a été reconnue en état de catastrophe naturelle au titre des dommages causés par la sécheresse en 1989, 1994, 2002, 2003, 2011 et 2017 et par des mouvements de terrain en 1999.

## Histoire
Lafage est rattaché à Drémil en 1755, et Drémil-Lafage fusionne avec Montauriol le 5 juillet 1848.

## Politique et administration

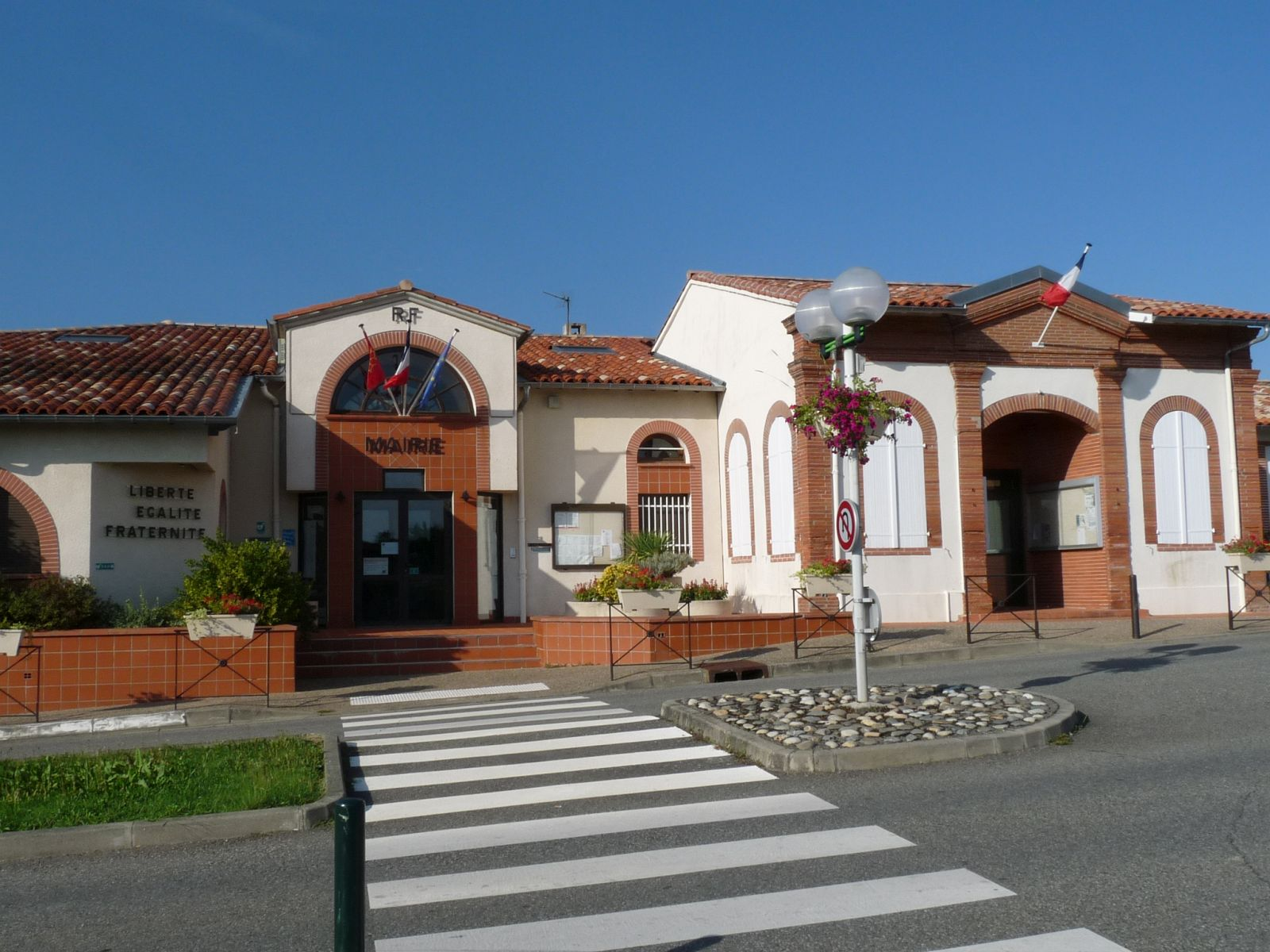
La mairie

### Administration municipale
Le nombre d'habitants au recensement de 2017 étant compris entre 2 500 habitants et 3 499 habitants, le nombre de membres du conseil municipal pour l'élection de 2020 est de vingt-trois,.
Le maire est entouré de six adjoints, et de 16 conseillers municipaux.

### Rattachements administratifs et électoraux
La commune fait partie de la troisième circonscription de la Haute-Garonne, de Toulouse Métropole et du canton de Toulouse-10 (avant le redécoupage départemental de 2014, Drémil-Lafage faisait partie de l'ex-canton de Toulouse-8).

### Liste des maires
| Période                                  | Période   | Identité            | Étiquette | Qualité                          |
| ---------------------------------------- | --------- | ------------------- | --------- | -------------------------------- |
| Les données manquantes sont à compléter. |           |                     |           |                                  |
| 1847                                     | 1863      | Alexandre de Sers   |           |                                  |
| 1863                                     | 1879      | Henri de Finance    |           |                                  |
| 1879                                     | 1895      | Louis de Cantalauze |           |                                  |
| 1895                                     | 1904      | Charles de Bonne    |           |                                  |
| 1904                                     | 1929      | Adolphe de Tauriac  |           | Propriétaire                     |
| 1929                                     | 1962      | Jean de Tauriac     |           |                                  |
| 1962                                     | mars 1989 | Maurice Petitcolin  |           |                                  |
| mars 1989                                | mars 2001 | Roger Denjean       | DVD       |                                  |
| mars 2001                                | mars 2008 | Didier Delrieu      | PS        |                                  |
| mars 2008                                | En cours  | Ida Russo           | DVD       | Retraitée Réélue en 2014 et 2020 |

## Population et société

### Démographie
L'évolution du nombre d'habitants est connue à travers les recensements de la population effectués dans la commune depuis 1793. Pour les communes de moins de 10 000 habitants, une enquête de recensement portant sur toute la population est réalisée tous les cinq ans, les populations de référence des années intermédiaires étant quant à elles estimées par interpolation ou extrapolation. Pour la commune, le premier recensement exhaustif entrant dans le cadre du nouveau dispositif a été réalisé en 2005.

En 2022, la commune comptait 2 622 habitants, en évolution de −1,21 % par rapport à 2016 (Haute-Garonne : +8,02 %, France hors Mayotte : +2,11 %).
| 1793 | 1800 | 1806 | 1821 | 1831 | 1836 | 1841 | 1846 | 1851 |
| ---- | ---- | ---- | ---- | ---- | ---- | ---- | ---- | ---- |
| 384  | 433  | 410  | 411  | 487  | 512  | 466  | 668  | 640  |

| 1856 | 1861 | 1866 | 1872 | 1876 | 1881 | 1886 | 1891 | 1896 |
| ---- | ---- | ---- | ---- | ---- | ---- | ---- | ---- | ---- |
| 629  | 621  | 602  | 576  | 486  | 504  | 558  | 505  | 493  |

| 1901 | 1906 | 1911 | 1921 | 1926 | 1931 | 1936 | 1946 | 1954 |
| ---- | ---- | ---- | ---- | ---- | ---- | ---- | ---- | ---- |
| 449  | 472  | 438  | 397  | 388  | 385  | 408  | 386  | 358  |

| 1962 | 1968 | 1975 | 1982 | 1990  | 1999  | 2005  | 2006  | 2010  |
| ---- | ---- | ---- | ---- | ----- | ----- | ----- | ----- | ----- |
| 338  | 409  | 516  | 925  | 2 007 | 2 580 | 2 601 | 2 591 | 2 473 |

| 2015  | 2020  | 2022  | - | - | - | - | - | - |
| ----- | ----- | ----- | - | - | - | - | - | - |
| 2 627 | 2 649 | 2 622 | - | - | - | - | - | - |

| selon la population municipale des années : | 1968 | 1975 | 1982 | 1990 | 1999 | 2006 | 2009 | 2013 |
| Rang de la commune dans le département      | 161  | 165  | 120  | 73   | 61   | 72   | 82   | 88   |
| Nombre de communes du département           | 592  | 582  | 586  | 588  | 588  | 588  | 589  | 589  |

### Enseignement
Drémil-Lafage fait partie de l'académie de Toulouse.
L'éducation est assurée sur la commune par l'école maternelle (Maurice Petitcolin) et par l'école primaire (André Duperrin).

### Santé
Centre communal d’action sociale, trois défibrillateurs répartis sur la commune.

### Culture et festivité
Bibliothèque, salle des fêtes,

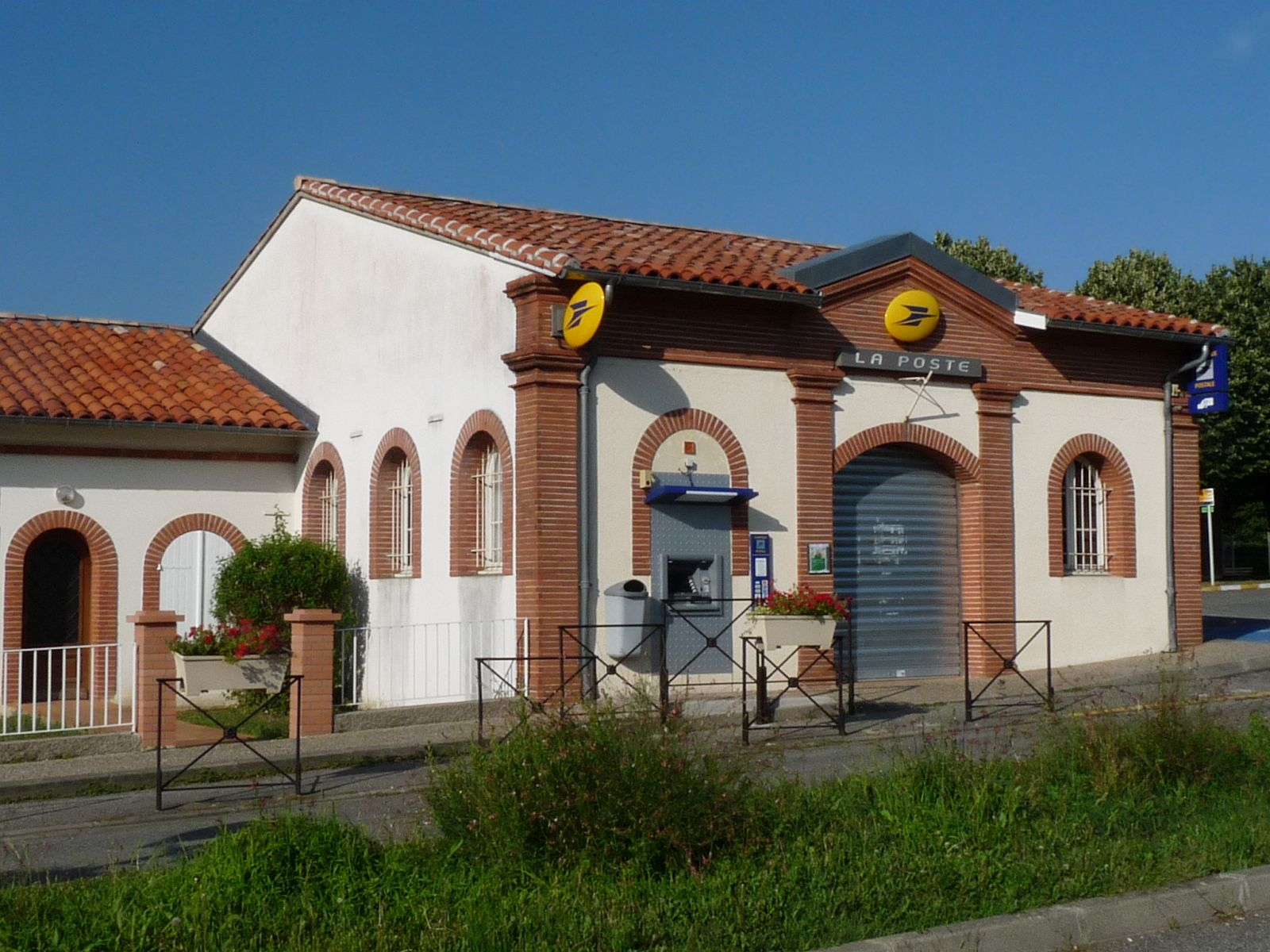
La poste
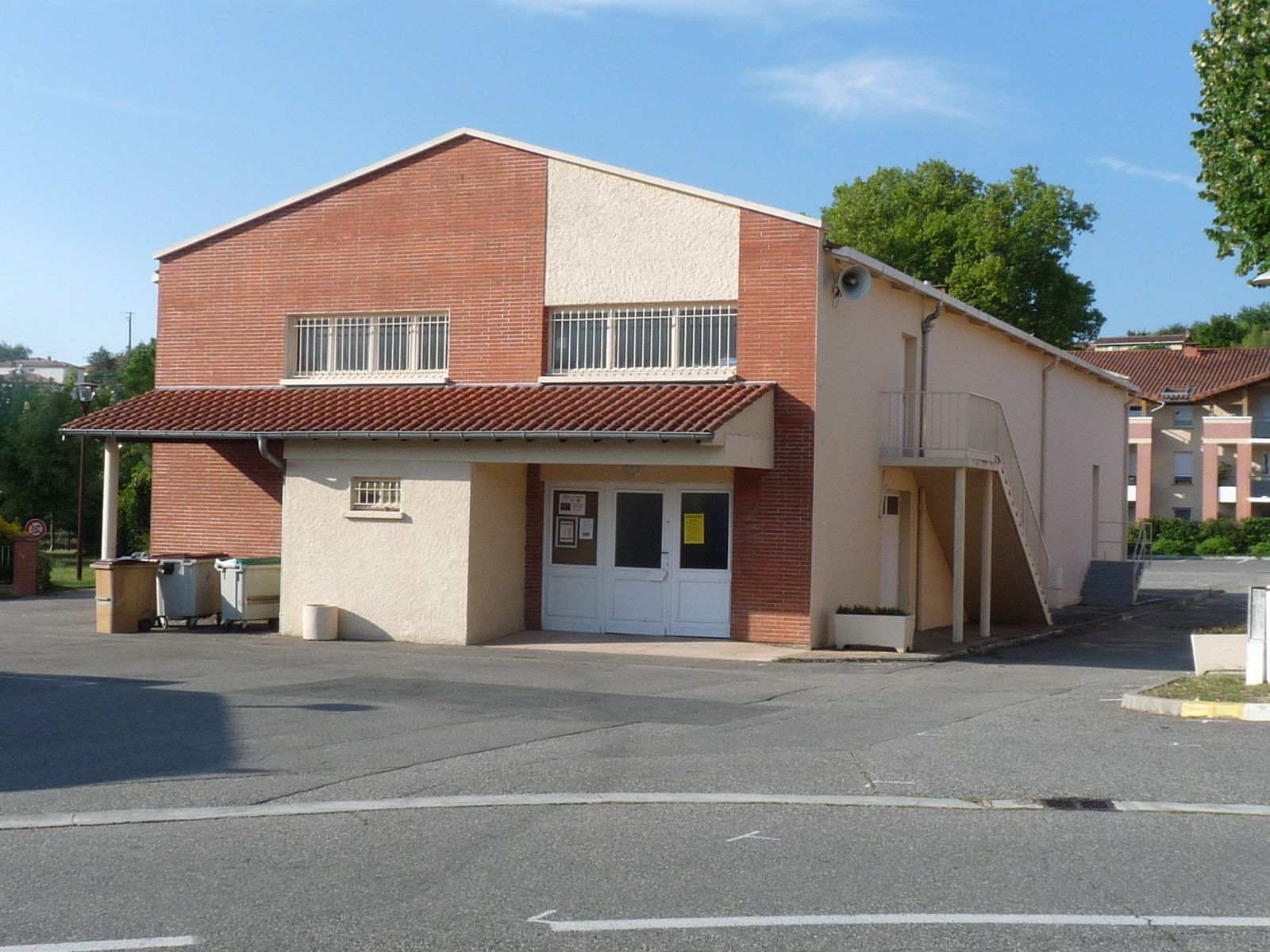
Salle des fêtes
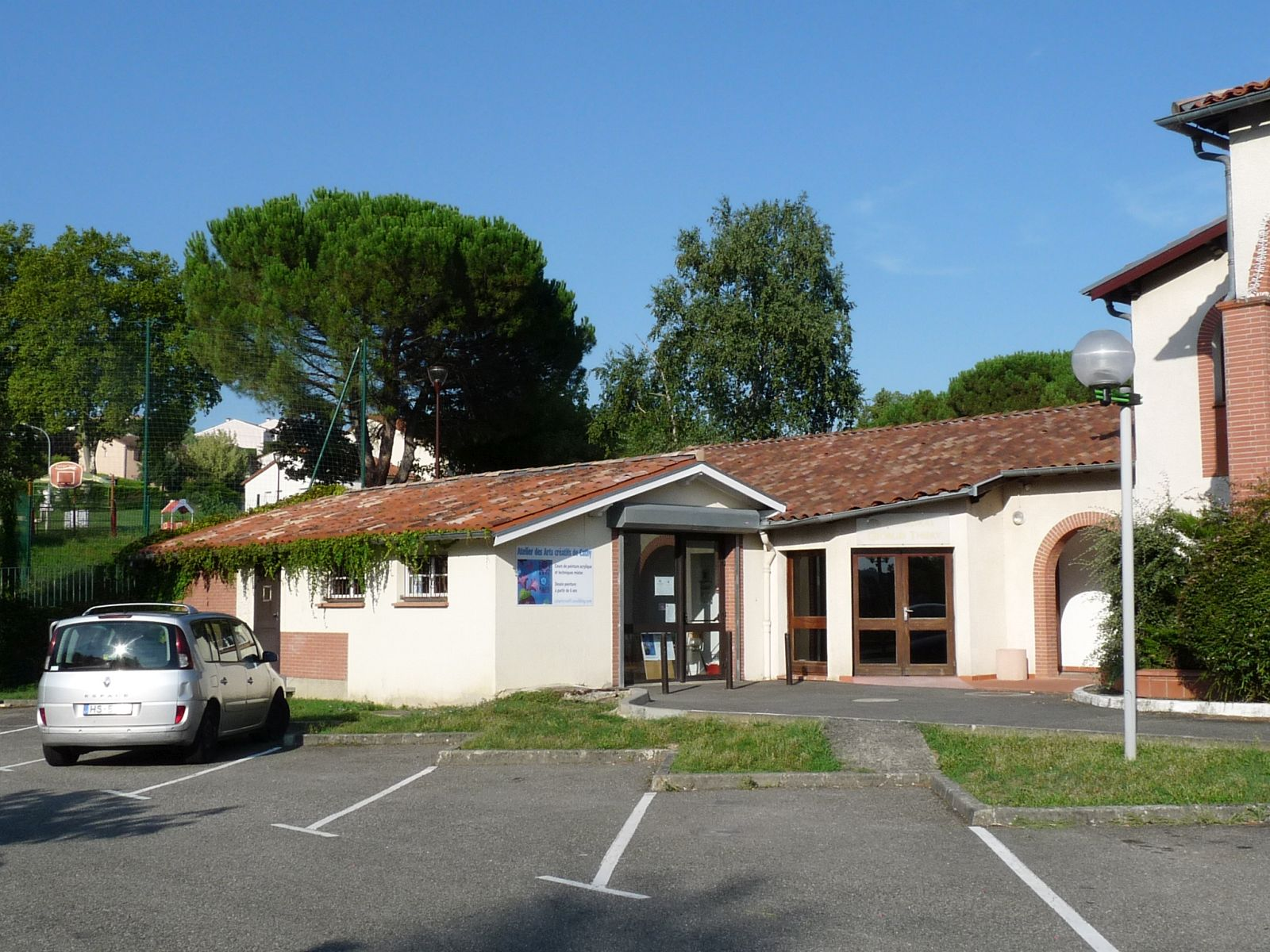
Salle des associations

### Activités sportives
Pétanque, golf d'Estolosa, chasse, football, tennis,

### Écologie et recyclage
La collecte et le traitement des déchets des ménages et des déchets assimilés ainsi que la protection et la mise en valeur de l'environnement se font dans le cadre de la métropole de Toulouse Métropole.

## Économie

### Revenus
En 2018  (données Insee publiées en septembre 2021), la commune compte 1 063 ménages fiscaux, regroupant 2 795 personnes. La médiane du revenu disponible par unité de consommation est de 28 530 € (23 140 € dans le département). 70 % des ménages fiscaux sont imposés (55,3 % dans le département).

### Emploi
|                | 2008  | 2013  | 2018  |
| -------------- | ----- | ----- | ----- |
| Commune        | 3,6 % | 6,6 % | 6,3 % |
| Département    | 7,7 % | 9,6 % | 9,3 % |
| France entière | 8,3 % | 10 %  | 10 %  |

En 2018, la population âgée de 15 à 64 ans s'élève à 1 703 personnes, parmi lesquelles on compte 80,4 % d'actifs (74,1 % ayant un emploi et 6,3 % de chômeurs) et 19,6 % d'inactifs,. Depuis 2008, le taux de chômage communal (au sens du recensement) des 15-64 ans est inférieur à celui de la France et du département.
La commune fait partie de la couronne de l'aire d'attraction de Toulouse, du fait qu'au moins 15 % des actifs travaillent dans le pôle,. Elle compte 454 emplois en 2018, contre 416 en 2013 et 467 en 2008. Le nombre d'actifs ayant un emploi résidant dans la commune est de 1 289, soit un indicateur de concentration d'emploi de 35,2 % et un taux d'activité parmi les 15 ans ou plus de 63,8 %.
Sur ces 1 289 actifs de 15 ans ou plus ayant un emploi, 166 travaillent dans la commune, soit 13 % des habitants. Pour se rendre au travail, 87,6 % des habitants utilisent un véhicule personnel ou de fonction à quatre roues, 4,3 % les transports en commun, 4 % s'y rendent en deux-roues, à vélo ou à pied et 4,2 % n'ont pas besoin de transport (travail au domicile).

### Activités hors agriculture

#### Secteurs d'activités
274 établissements sont implantés  à Drémil-Lafage au 31 décembre 2019. Le tableau ci-dessous en détaille le nombre par secteur d'activité et compare les ratios avec ceux du département,.
| Secteur d'activité                                                                                        | Commune | Commune | Département |
| Secteur d'activité                                                                                        | Nombre  | %       | %           |
| --- | ------- | ------- | ----------- |
| Ensemble                                                                                                  | 274     | 100 %   | (100 %)     |
| Industrie manufacturière, industries extractives et autres                                                | 29      | 10,6 %  | (5,7 %)     |
| Construction                                                                                              | 44      | 16,1 %  | (12 %)      |
| Commerce de gros et de détail, transports, hébergement et restauration                                    | 48      | 17,5 %  | (25,9 %)    |
| Information et communication                                                                              | 11      | 4 %     | (4,1 %)     |
| Activités financières et d'assurance                                                                      | 6       | 2,2 %   | (3,8 %)     |
| Activités immobilières                                                                                    | 14      | 5,1 %   | (4,2 %)     |
| Activités spécialisées, scientifiques et techniques et activités de services administratifs et de soutien | 55      | 20,1 %  | (19,8 %)    |
| Administration publique, enseignement, santé humaine et action sociale                                    | 42      | 15,3 %  | (16,6 %)    |
| Autres activités de services                                                                              | 25      | 9,1 %   | (7,9 %)     |

Le secteur des activités spécialisées, scientifiques et techniques et des activités de services administratifs et de soutien est prépondérant sur la commune puisqu'il représente 20,1 % du nombre total d'établissements de la commune (55 sur les 274 entreprises implantées  à Drémil-Lafage), contre 19,8 % au niveau départemental.

#### Entreprises et commerces
Les cinq entreprises ayant leur siège social sur le territoire communal qui génèrent le plus de chiffre d'affaires en 2020 sont : 
- Somaweb, conseil en relations publiques et communication (4 229 k€)
- Pharmacie Campourcy, commerce de détail de produits pharmaceutiques en magasin spécialisé (2 890 k€)
- Arfons Energies, production d'électricité (2 066 k€)
- Bam Echafaudages, travaux de montage de structures métalliques (2 064 k€)
- BAM Facades, travaux d'étanchéification (1 213 k€)

### Agriculture
La commune est dans le Lauragais, une petite région agricole occupant le nord-est du département de la Haute-Garonne, dont les coteaux portent des grandes cultures en sec avec une dominante blé dur et tournesol. En 2020, l'orientation technico-économique de l'agriculture  sur la commune est la culture de céréales et/ou d'oléoprotéagineuses.
|               | 1988 | 2000 | 2010 | 2020 |
| ------------- | ---- | ---- | ---- | ---- |
| Exploitations | 20   | 14   | 16   | 12   |
| SAU (ha)      | 800  | 739  | 798  | 714  |

Le nombre d'exploitations agricoles en activité et ayant leur siège dans la commune est passé de 20 lors du recensement agricole de 1988  à 14 en 2000 puis à 16 en 2010 et enfin à 12 en 2020, soit une baisse de 40 % en 32 ans. Le même mouvement est observé à l'échelle du département qui a perdu pendant cette période 57 % de ses exploitations,. La surface agricole utilisée sur la commune a également diminué de 800 ha en 1988 à 714 ha en 2020. Parallèlement la surface agricole utilisée moyenne par exploitation a augmenté, passant de 40 à 60 ha.

## Culture locale et patrimoine

### Lieux et monuments
- L'église Saint-Pierre, construite au XIIe siècle, fut l'objet d'importants incendies et pillages au cours du XVIe siècle ainsi que d'incendies au XIXe siècle.
- La chapelle de Montauriol
- Monument aux morts.
- Château de Restes

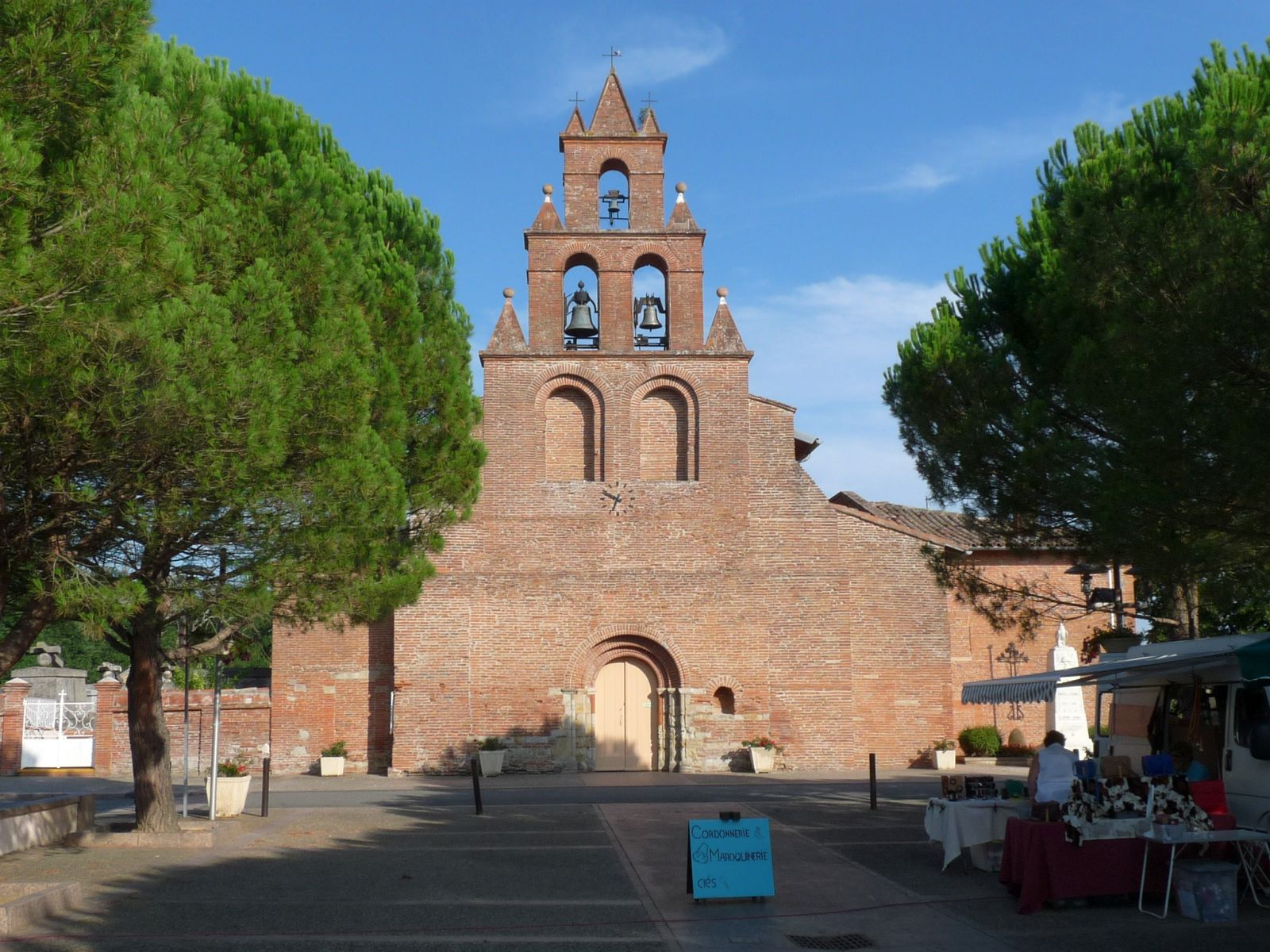
L'église Saint-Pierre
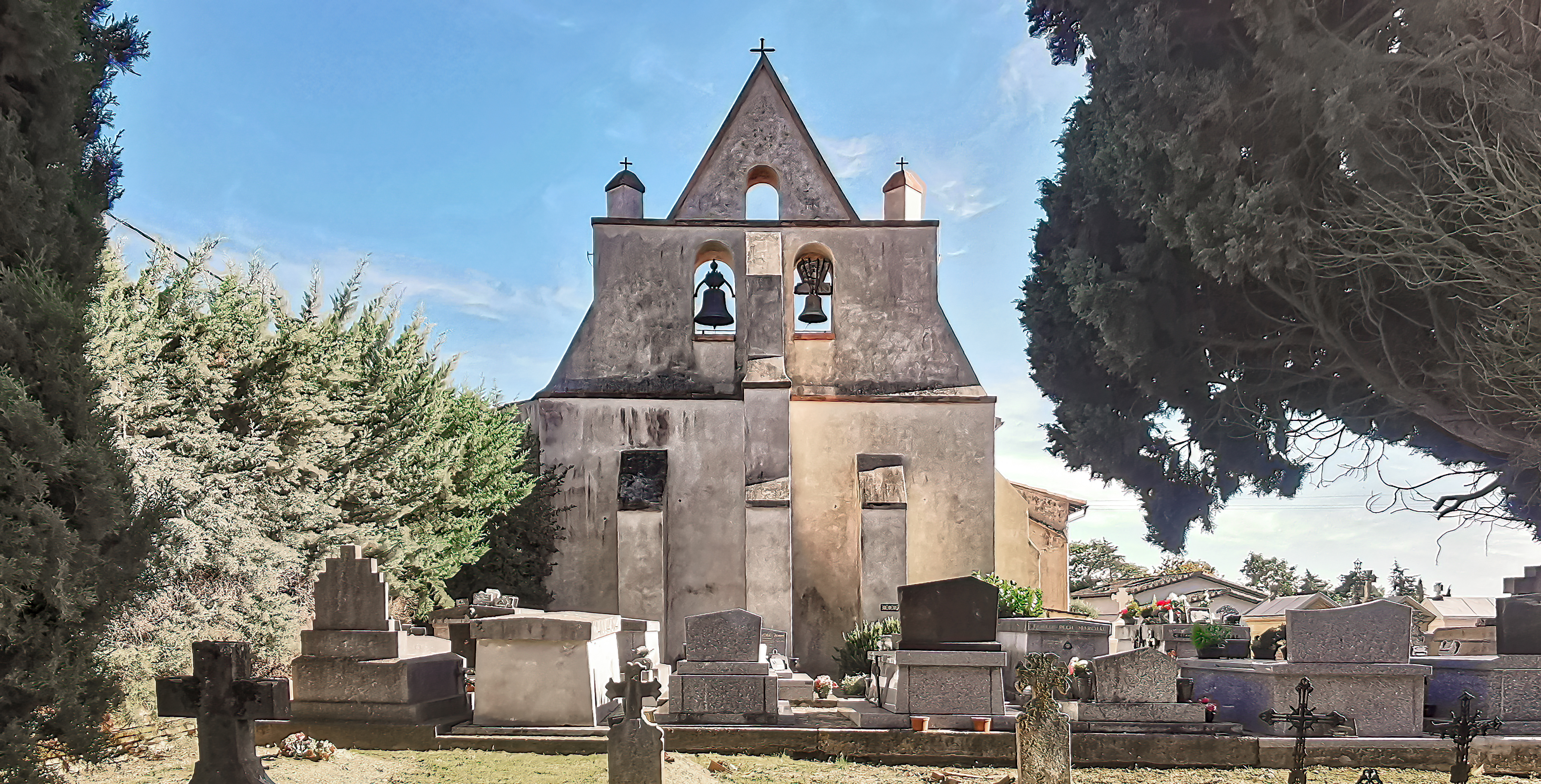
Chapelle de Montauriol - Le clocher mur
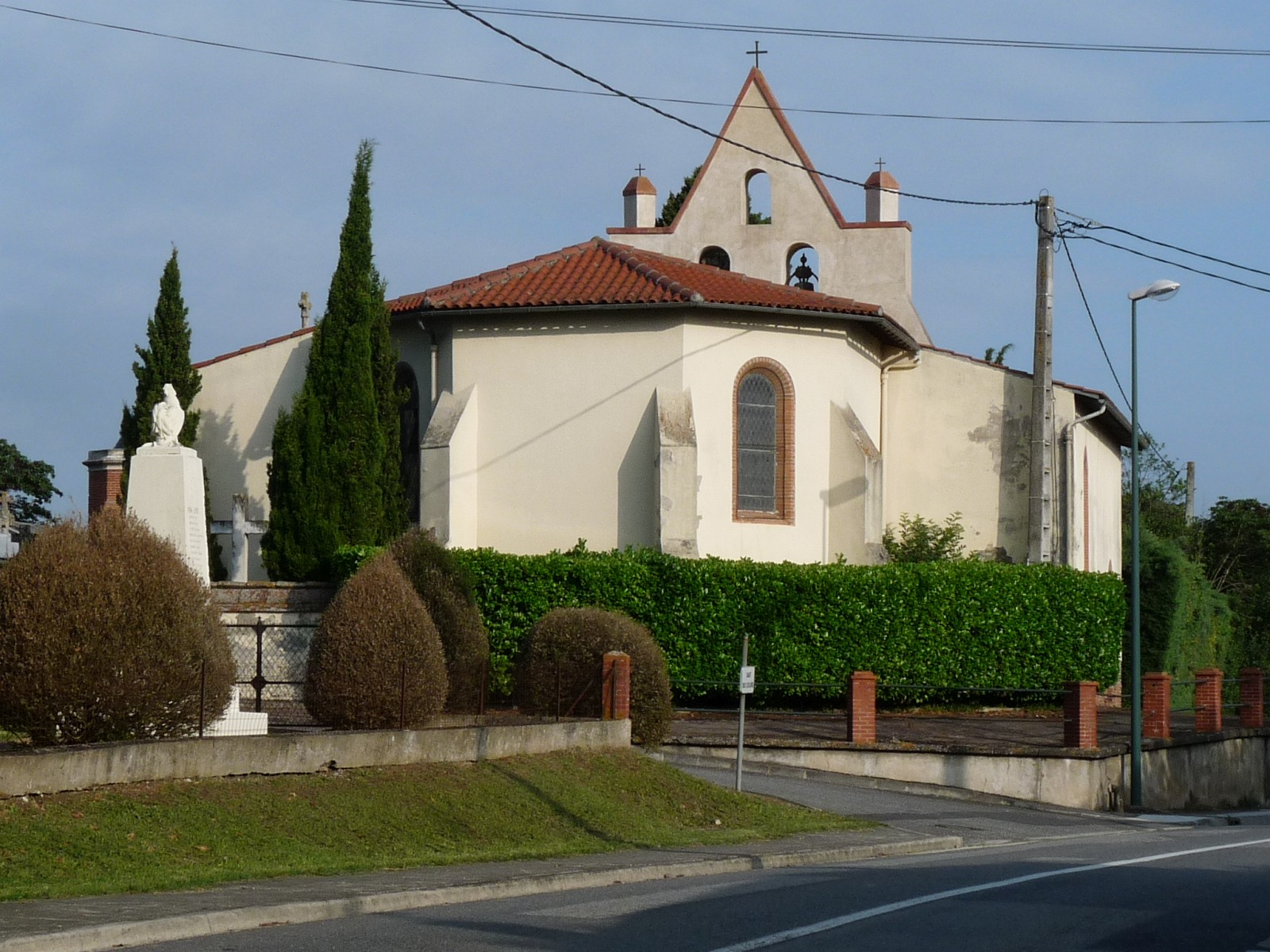
La chapelle de Montauriol
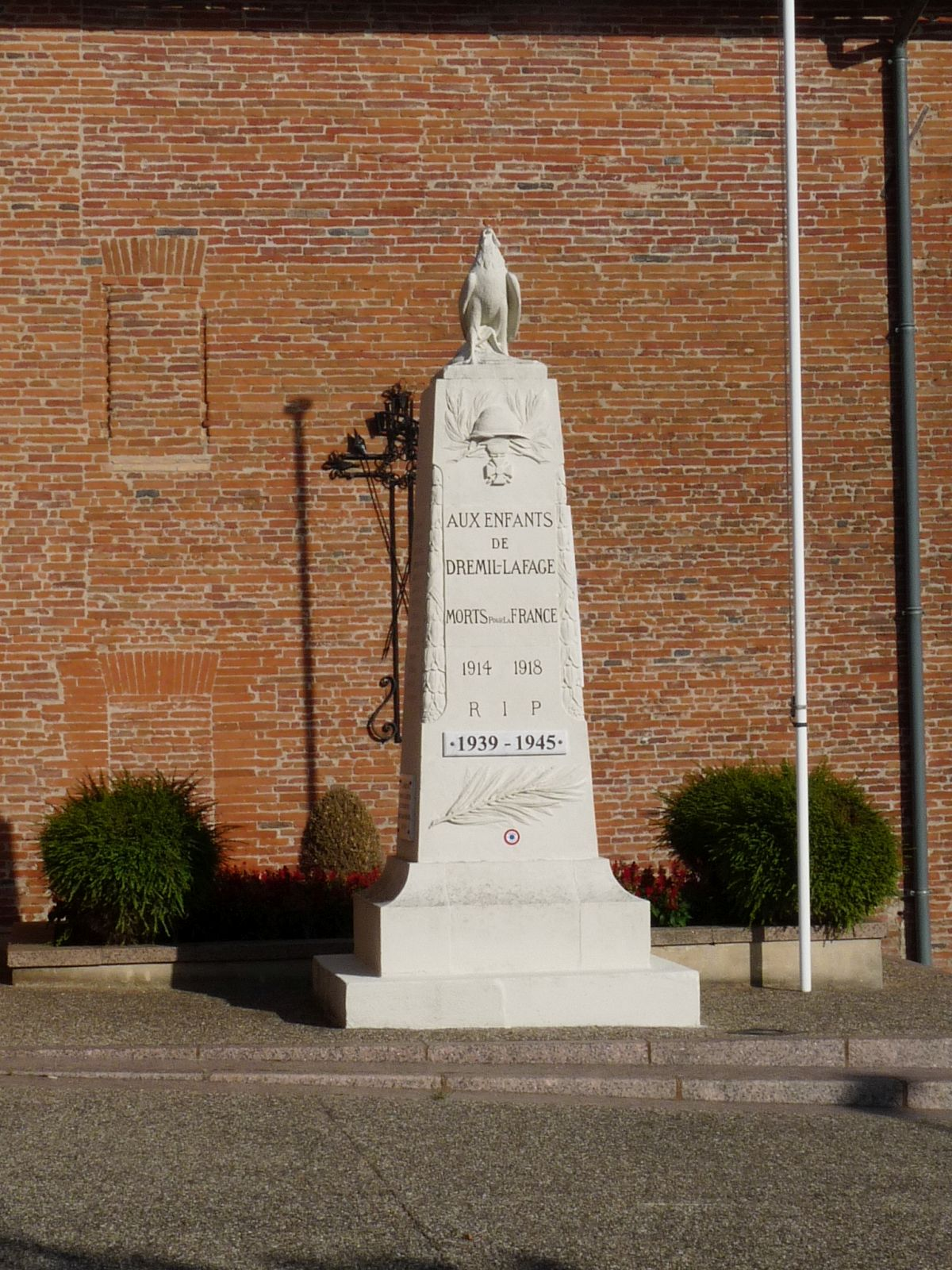
Le monument aux morts de Drémil-Lafage
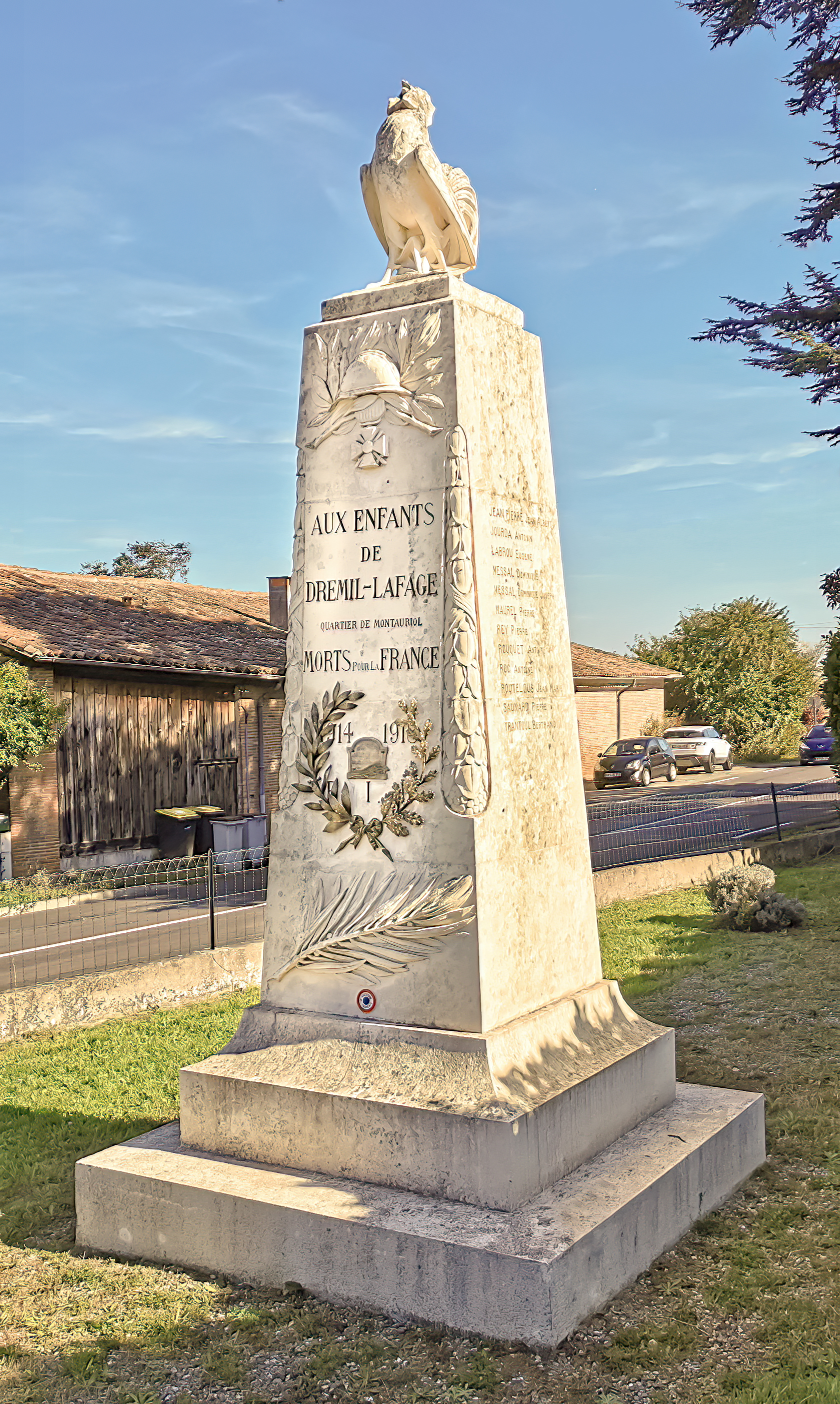
Monument aux morts du quartier de Montauriol

### Héraldique
| Blason de Drémil-Lafage | Blason  | De sable à trois cosses de millet d'or, celle du milieu ayant la pointe en bas.                       |
| Blason de Drémil-Lafage | Détails | Le statut officiel du blason reste à déterminer.                                                      |
| Blason de Drémil-Lafage | Alias   | D'or à un tourteau de sinople. Blason du hameau de Montauriol, attribué par Charles d'Hozier en 1696. |

## Pour approfondir